# کلاوس بالکنهول
کلاوس بالکنهول (به آلمانی: Klaus Balkenhol) (زادهٔ ۶ دسامبر ۱۹۳۹ میلادی) یک سوارکار مرد اهل کشور آلمان است. او همچنین قهرمان المپیک است. وی مدال طلای درساژ تیمی را در بازی‌های المپیک تابستانی ۱۹۹۲ بارسلون به همراه تیم سوارکاری آلمان بدست آورده‌است. او نویسنده چندین کتاب آموزش سوارکاری درساژ است. او از مخالفان استفاده از تکنیک رولکر است. او در ابتدای سالهای کاری خود در سواره نظام بود. او همین‌طور مربی تیم سوارکاری المپیک بود.وی همچنین به همراه تیم آلمان در بازیهای المپیک ۱۹۹۶ به همراه تیم آلمان به مدال طلای تیمی رسید.او همکنون مربی سوارکار المپیکی لورا بکتولزهایمر است.

## کتابشناسی
- Collins, David (2006) [2006]. "Klaus Balkenhol". Dressage Masters. Guilford, Connecticut: The Lyons Press. pp. 1–49. ISBN 978-1-59228-674-4. {{cite book}}: Cite has empty unknown parameter: |laydate= (help); Unknown parameter |laysummary= ignored (help)